# Én szeretem New Jersey-t (Így jártam anyátokkal)
Az Én szeretem New Jersey-t az Így jártam anyátokkal című televízió-sorozat negyedik évadának harmadik epizódja. Eredetileg 2008. október 6-án vetítették, míg Magyarországon 2010. április 26-án.
Ebben az epizódban Tednek folyamatosan utazgatnia kell New York és New Jersey között Stella miatt, ezért meghívja a bandát Stelláékhoz. Közben Robin munkahelye veszélybe kerül.

## Cselekmény
Ted sokat panaszkodik az utazásaira Stellához, mert New Jersey-ben lakik, és az odaúton a legtöbbször elalszik. Ráadásul egy csomó fergeteges dologból ki is marad, ami a bandával történik. Amikor ezt elmondja Stellának, ő azt tanácsolja, hogy hívja el hozzá a többieket. A többiek ezt eleinte elutasítják, vicceket mesélnek a város rovására, és emlékeztetik Tedet, hogy ő is mennyire utálja New Jersey-t. Végül Ted meggyőzi a többieket, és azzal vigasztalja őket, hogy ha összeházasodnak, akkor Stella és a kislánya úgyis beköltöznek hozzá.
Eközben Robinnak elege lesz a munkájából, a semmitmondó hírekből és a kis viccekből, amiket el kell sütnie a Metro News 1-nál. Amikor kapóra jön egy lehetőség, úgy dönt, munkahelyet vált, és egy (elég béna) búcsúszöveggel válik meg a tévétől.
Szombaton a banda New Jersey-be utazik, de nem tudnak sehová se menni, Stellánál kell maradniuk, mert a bébiszitter lemondja az estét. Ennek hallatára haza akarnak menni, de Stella a pincébe invitálja őket, ahol egy rögtönzött bárt állít fel. Barney elsüt egy szörnyű szóviccet, amit utána le akar koccolni az öklével, de senki nem koccol vissza. Ezen felbosszantja magát, és közli, hogy amíg valaki nem koccolja le az ölét, addig a levegőben marad. A többiek ezzel nem törődnek, hiába könyörög már a végén.
Mikor Robin megérkezik, közli a többiekkel, hogy nagy hibát követett el: az állásajánlat igazából egy meghallgatás volt, így most munkanélküli. Azon gondolkozik, hogy visszakönyörgi magát,a többiek javaslata ellenére. Amikor felhívja a stábot, kiderül, hogy az utódja rémes, és visszakaphatja az állását, ha beér a fél óra múlva kezdődő hírekig. Ennek érdekében kölcsönkéri Stella lányának biciklijét. Közben kiderül, hogy Stella egyáltalán nem akar majd New York-ba költözni. Elküldi Tedet és Marshallt sörért. Ted továbbra is rühelli a várost, míg Marshall egyre jobban kezdi megkedvelni.
Ted és Stella összevesznek, és a vita tetőpontján Stella közli, hogy New Jersey jobb, mint New York, ami sokkolja Tedet és Lilyt. Miközben vitatkoznak, Barney kétségbeesetten próbál koccolni valakivel. Lily szerint Marshall is remekül beilleszkedett, de Marshall most már bevallja, hogy New Jersey tetszik neki, és a vita elfajul. Robin eközben (valószínűleg költői túlzásokkal is élve fantasztikus trükköket bemutatva) időben beér a stúdióba és visszakapja az állását. De ahogy az első hír után megint egy rossz szóvicc következik, megint meggondolja magát.
A vita után Ted esti mesét olvas Stella lányának, és ekkor jön rá, mennyit jelentenek ők neki. Megbeszéli Stellával a dolgot, és közli, hogy New Jersey nyert. Lily végre lekoccolja Barney öklét, mert segített Robinnak, de ekkor Barney megint elsüt egy rossz viccet, amire pacsit kér, de senkitől nem kap. Még később a bárban sem – viszont abban a pillanatban leereszti a kezét, amikor Robin közli, hogy állást kapott, Japánban.

## Kontinuitás
- Robin a sorozat kezdete óta folyamatosan megemlíti, mennyire utálja a kis színes híreket, amiket fel kell olvasnia.
- Ted a "Mi nem vagyunk idevalósiak" című részben fejtette ki először utálatát New Jersey iránt.
- Marshall kezében egy üveg olívabogyó van, ami "A kezdetek" című részben bemutatott "olíva-elméletre" utal.
- Jövőbeli Ted a "Valami kék" című részben már megemlítette, hogy Robin egy időben Japánban is dolgozott.

## Jövőbeli utalások
- Ted a "Boldogan élek" című részben felemlegeti, hogy Stella nem akart vele beköltözni New Yorkba.
- Barney "A meztelen igazság" című részben elmeséli Norának, hogy egyszer leszbikusnak adta ki magát, és úgy szedett fel valakit, mely ebben a részben látható.
- Marshall elmondja, hogy azért utálja New York-ot, mert azt nem olyan nagy emberekre tervezték, mint ő. Az "Új kezdet" című részben alig fér be a saját lakásukba, miután meglátta Lily nagyszüleinek a lakását, amit megörököltek.

## Érdekességek
- Amikor Robin biciklire pattan, a megjelenő számláló a "24" című sorozatra utal.
- Robin nem kiküldött tudósítóként, hanem egy japán televízió műsorvezetőjeként fog dolgozni a későbbi részekben, noha nem ezt mondják.

## Vendégszereplők
- Sarah Chalke – Stella Zinman
- Darcy Rose Byrnes – Lucy Zinman
- Shammy Dee – Matisse

## Zene
- Bruce Springsteen – Jersey Girl

## Fordítás
- Ez a szócikk részben vagy egészben  az   I Heart NJ című angol Wikipédia-szócikk ezen változatának fordításán alapul.  Az eredeti cikk szerkesztőit annak laptörténete sorolja fel. Ez a jelzés csupán a megfogalmazás eredetét és a szerzői jogokat jelzi, nem szolgál a cikkben szereplő információk forrásmegjelöléseként.